# 佐々木徳久
佐々木 徳久（ささき のりひさ、1962年7月 - ）は、日本の実業家。ロイヤルホスト株式会社代表取締役社長。

## 人物・経歴
東京都出身。法政大学文学部在学中からロイヤルホストでアルバイトとして働き、1985年に大学を卒業し、ロイヤル（現ロイヤルホールディングス）入社。2005年ロイヤル九州代表取締役社長。2008年ロイヤルホールディングス執行役員に昇格。
2012年ロイヤルホスト取締役企画本部長。ロイヤルホスト立て直しを行った矢崎精二代表取締役社長の腹心の部下として活躍し、ロイヤルホスト取締役営業統括本部長を経て、2016年からは矢崎の後任としてロイヤルホスト代表取締役社長を務め、商品やサービスなどの標準化にあたった。